# Josef Kloimstein
Josef Kloimstein (Rufling, 1º novembre 1929 – Steyregg, 15 novembre 2012) è stato un canottiere austriaco.

## Palmarès
Olimpiadi
- 2 medaglie:
  - 1 argento (Roma 1960 nel due senza)
  - 1 bronzo (Melbourne 1956 nel due senza)

Europei
- 4 medaglie:
  - 2 argenti (Bled 1956 nel due senza; Duisburg 1957 nel due senza)
  - 2 bronzi (Bled 1956 nel due con; Mâcon 1959 nel due senza)